# Bristol Type 101
Bristol Type 101 là một mẫu thử máy bay tiêm kích của Anh trong thập niên 1920.

## Tính năng kỹ chiến thuật
Đặc điểm tổng quát
- Kíp lái: 2
- Chiều dài: 27 ft 4 in (8,33 m)
- Sải cánh: 33 ft 7 in (10,23 m)
- Chiều cao: 9 ft 6 in (2,89 m)
- Diện tích cánh: 360,00 ft2 (33,44 m2)
- Trọng lượng rỗng: 2.100 lb (953 kg)
- Trọng lượng có tải: 3.540 lb (1.606 kg)
- Động cơ: 1 × Bristol Jupiter VI, 450 hp (336 kW)

Hiệu suất bay
- Vận tốc cực đại: 160 mph (257 km/h)

Vũ khí trang bị
- 2 × Súng máy Vickers.303 in (7,7 mm)
- 1 × Súng máy Lewis.303 in (7,7 mm)